# Santa Llúcia de Paüls de Flamisell
Santa Llúcia de Paüls de Flamisell és en el terme municipal de la Torre de Cabdella a la comarca del Pallars Jussà, en el poble de Paüls de Flamisell, pertanyent a l'antic terme de Mont-ros.

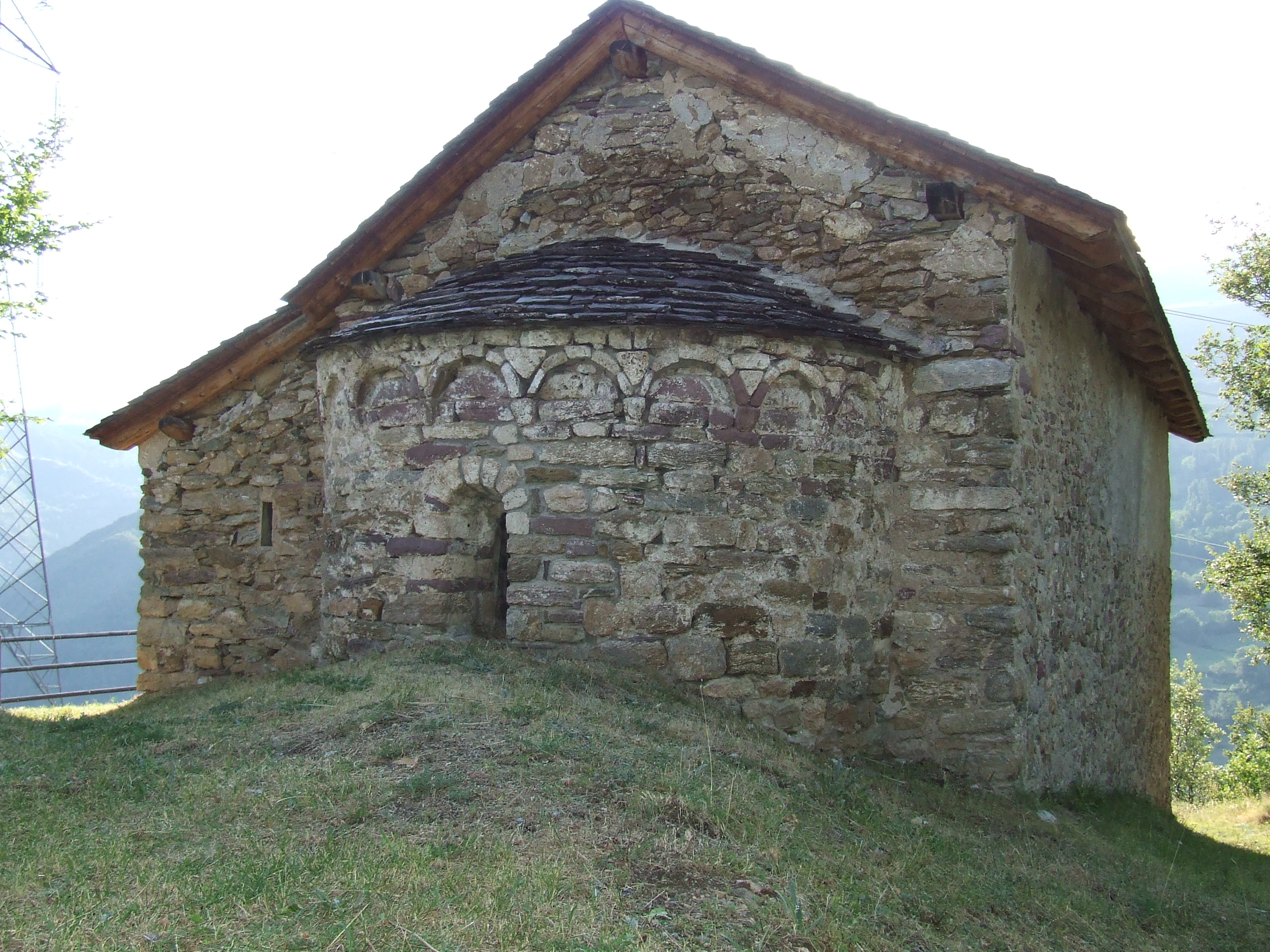
L'absis de l'ermita

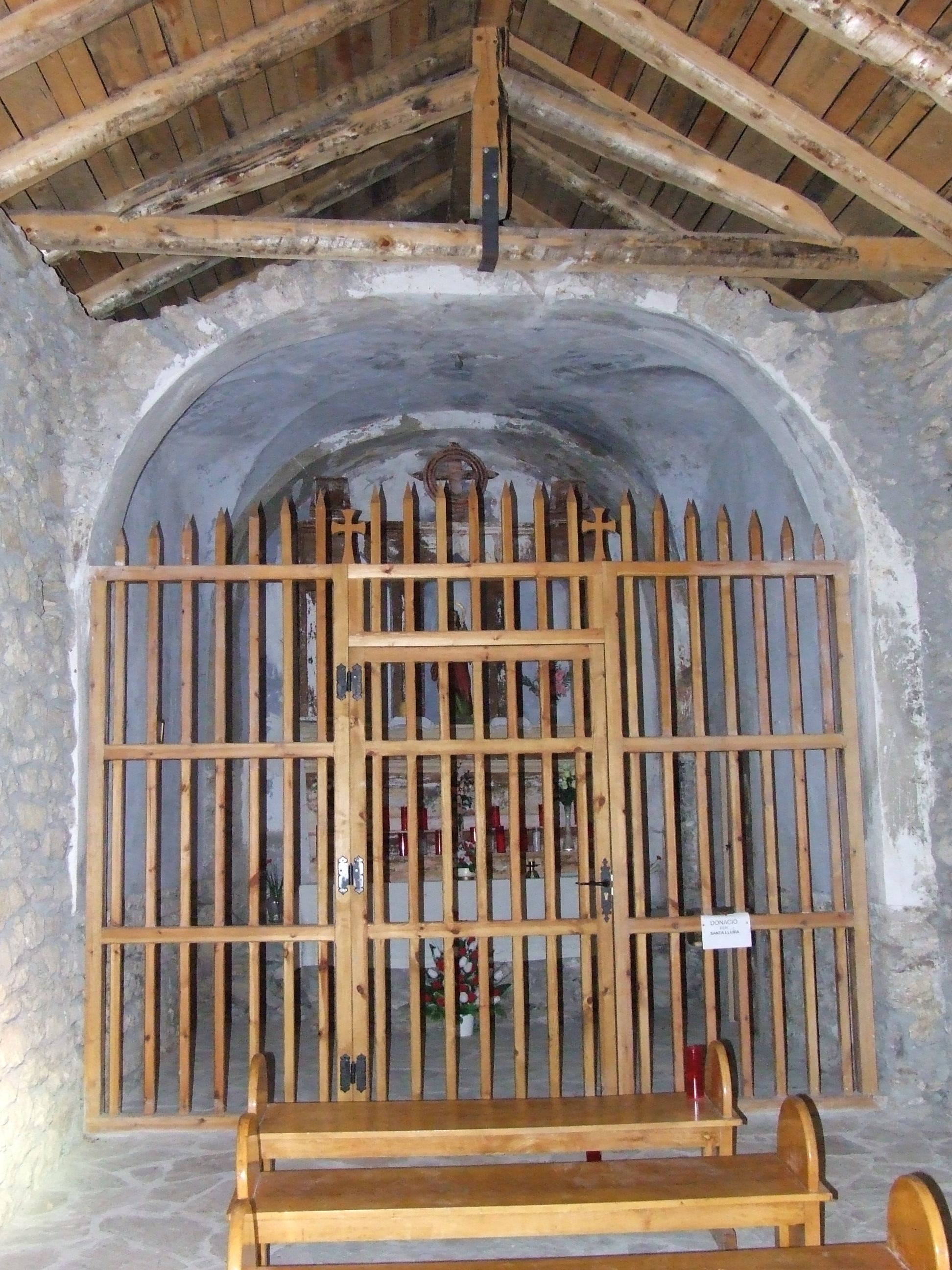
Interior. Presbiteri, possiblement original

És una ermita aïllada, situada a uns 350 metres al nord-oest del poble al qual pertany. És accessible des de la pista que mena al poble: 400 metres abans d'arribar-hi, es troba un corriol cap a l'oest-nord-oest que mena en 250 metres fins a l'ermita.
Abandonada i en estat de degradació, conserva força elements de la primitiva construcció romànica, sobretot per la banda exterior. Es tracta d'una església d'una sola nau, amb l'absis semicircular, com és habitual en el romànic, a llevant.
A l'absis, es pot veure una finestra de doble esqueixada, ja una mica malmesa, així com les arcades cegues que el coronen, amb petites mènsules llises.
L'aparell és rústec, però les filades tendeixen a la regularitat. Es tracta d'una obra del tombant del segle xi al xii, engrandida pel costat de la nau en èpoques posteriors.